# Nemertesia elongata
Nemertesia elongata är en nässeldjursart som beskrevs av Totton 1930. Nemertesia elongata ingår i släktet Nemertesia och familjen Plumulariidae. Inga underarter finns listade i Catalogue of Life.